# Govedare Peak
Der Govedare Peak (englisch; bulgarisch връх Говедаре wrach Gowedare) ist ein felsiger und 850 m hoher Berg an der Oskar-II.-Küste des Grahamlands auf der Antarktischen Halbinsel. Er ragt 2,73 km ostsüdöstlich des Duhla Peak, 11,18 km westlich des Mount Quandary und 13,18 km nördlich des Pirne Peak im Zagreus Ridge auf. Der Hektoria-Gletscher liegt nordöstlich, ein Nebengletscher des Paspal-Gletschers südwestlich von ihm.
Britische Wissenschaftler kartierten ihn 1978. Die bulgarische Kommission für Antarktische Geographische Namen benannte ihn 2013 der Ortschaft Gowedare im Süden Bulgariens.